# NGC 1910
NGC 1910 est un amas ouvert associé à une nébuleuse en émission situé dans la constellation de la Dorade.  Cet amas et cette nébuleuse sont situés dans le Grand Nuage de Magellan. NGC 1910 a été découvert par l'astronome écossais James Dunlop en 1826. 
Cette nébuleuse est une région d'émission HII.